# Potenciana de Villanueva
Potenciana de Villanueva (Villanueva de la Reina, Jaén, s. XV - s. XVI?) fou una dona, teixidora, que va viure retirada com a eremita. És venerada com a santa per l'Església catòlica.

## Biografia
Se sap molt poc de la vida de Potenciana, i ni tan sols es pot assegurar en quina època va viure. Sabem del cert que fou una dona senzilla, que visqué pobrament fent l'ofici de teixidora i fent vida eremítica retirada a una cambra vora l'ermita de Los Santos de Villanueva de la Reina, vora el Guadalquivir, en un edifici conservat avui i anomenat Batán. Hi visqué i morí amb fama de santedat, possiblement al segle xv o XVI, ja que quan comença el procés de confirmació del culte, en 1628, encara hi ha testimonis que diuen haver vist el teler on treballava la santa; a més, en aquesta època no era estranya la reclusió voluntària d'algunes dones beates.
En morir, fou sebollida a l'església de Los Santos i rebé la veneració dels habitants de Villanueva i la seva comarca.

## Veneració
El prior del poble Juan Acuña del Adarve va iniciar el procés de confirmació del culte. En 1628 se n'obrí el sepulcre i les relíquies foren portades a Villanueva mentre es construïa una nova ermita; algunes se n'enviaren a Andujar i la catedral de Jaén. En 1636 se n'oficialitzà el culte per decret del bisbe Baltasar de Moscoso de Sandoval, i fou canonitzada en 1638 durant el papat d'Urbà VIII.
Les relíquies s'instal·laren a la nova ermita el 15 d'abril de 1640, però anys després, pel temor que una crescuda del riu les posés en perill, foren novament portades a l'església de Villanueva, on restaren fins que el 1936, durant la Guerra civil espanyola, foren profanades i llençades al riu, on es perderen definitivament.
A la terra del voltant del sepulcre se li atribuïren propitetats miraculoses, especialment contra les febres palúdiques, que eren freqüents a la regió.
La romeria de Santa Potenciana es du a terme a Villanueva el segon cap de setmana de maig, anant del poble al llogarret d'El Batanejo i portant en processó la imatge de la patrona. En arribar s'hi fa un dinar i a la tarda la processó torna fins a l'església.

### Llegenda
El temps va esborrar els detalls de la seva biografia i es començaren a elaborar llegendes que volien explicar-la d'una manera més "heroica". Se'n conservava el sepulcre i la memòria que havia estat una teixidora pobre que vivia vora l'església. En viure voluntàriament reclosa i sense sortir de la seva cambra era, com es deia llavors, una emparedada. Amb el temps, el terme es va interpretar malament i es va pensar que Potenciana havia mort martiritzada i que havia estat emparedada expressament perquè hi morís. La llegenda transmesa del martiri, per fer-lo possible, traslladava la santa a èpoques remotes i sota domini musulmà, de manera que tingués lògica aquesta mort: així, se situava en el Califat, cap als segles IX-X, o més tard, però abans de la conquesta cristiana.
Així, la versió popular diu que era una jove teixidora d'època mossàrab i que, per no renegar de la seva fe cristiana, fou torturada pels musulmans i condemnada a morir emparedada. La imatge de l'església de Villanueva, que es treu anualment en processó, la representa amb palma de martiri.
No obstant això, enlloc no consta que fos màrtir i l'ofici del seu culte és de "communi virginum non martyrum".